# Таніта Тікарам
Таніта Тікарам (нар. 12 серпня 1969, Мюнстер, Німеччина) — британська співачка, авторка пісень жанру фольк та поп.
Її мати Фатіма Рохані родом з Малайзії, зі штату Саравак на острові Борнео, батько Прамод Тікарам індуїстсько-фіджійського походження, він — британський солдат. Вона виросла в Бесінгстоку, на півдні Англії. Вона молодша сестра актора Рамона Тікарама. Нині живе в Лондоні, в районі Примроуз-Гілл.

## Особисте життя
В інтерв'ю лесбійському журналу «Diva», опублікованому в 2017 році, Тікарам розповіла, що протягом останніх п'яти років вона перебувала у стосунках з мультимедійною художницею Наташею Горн.

## Дискографія

### Альбоми
- 1988 Ancient Heart
- 1990 The Sweet Keeper
- 1991 Everybody's Angel
- 1992 Eleven Kinds of Loneliness
- 1995 Lovers in the City
- 1996 The Best of Tanita Tikaram
- 1998 The Cappuccino Songs
- 2005 Sentimental
- 2012 Can't Go Back
- 2016 Closer to the People
- 2019 To Drink the Rainbow — збірка